# باشگاه فوتبال بوتل
باشگاه فوتبال بوتل (به انگلیسی: Bootle Football Club) یک باشگاه فوتبال در شهر بوتل، انگلستان، کشور انگلستان است که در سال ۱۹۵۳ میلادی تأسیس شده‌است.